# أذونات خزانة
أذونات الخزينة هي عبارة عن أداة دين حكومية تصدر بمدة تتراوح بين ثلاثة أشهر إلى سنة، لذا تعتبر من الأوراق المالية قصيرة الأجل. تتميز أذونات الخزانة مقارنة مع سندات الخزانة بسهولة التصرف فيها دون أن يتعرض حاملها لخسائر ، لأن الإذن عادة يباع بخصم، أي بسعر أقل من قيمته الاسمية.

## مصدر
1. ↑  مصرف قطر المركزي نسخة محفوظة 05 يوليو 2017 على موقع واي باك مشين.